# Jan Wal
Jan Wal (ur. 12 maja 1942 w Przeczycy, zm. 27 sierpnia 2023 w Krakowie) – polski duchowny katolicki, pastoralista, profesor Papieskiego Wydziału Teologicznego w Krakowie.

## Życiorys
Święcenia kapłańskie przyjął 3 kwietnia 1966 z rąk arcybiskupa Karola Wojtyły. W latach 1966–1977 był wikariuszem w różnych parafiach (św. Wojciecha i św. Katarzyny w Jaworznie oraz w krakowskich Matki Bożej Królowej Polski Nowej Hucie-Bieńczycach, Najświętszego Salwatora i św. Szczepana). W 1968 podjął studia licencjackie na Papieskim Wydziale Teologicznym w Krakowie. W 1976 obronił pracę licencjacką na podstawie własnej publikacji z 1973 Stowarzyszenia misyjne duchowieństwa i środowisk uniwersyteckich w Polsce.
Był wykładowcą na swojej alma mater, gdzie doktoryzował się w 1984 (praca Problem dialogu w nauce Vaticanum II, oraz w orzeczeniach Stolicy Apostolskiej z okresu concilium i postoncilium u prof. Tadeusza Pieronka), a habilitował się na podstawie pracy Soborowa wizja duszpasterstwa charytatywnego. Studium pastoralno-kanoniczne. W 2000 otrzymał tytuł profesora. Wykładał teologię pastoralną oraz socjologię religii. Od 1987 był kierownikiem katedry.
Uczestniczył w pracach Synodu Duszpasterskiego Archidiecezji Krakowskiej i drugiego Polskiego Synodu Plenarnego. Przez dwadzieścia lat był członkiem i konsultantem Komisji Charytatywnej Episkopatu Polski. Wspierał Caritas Polska w czasie odradzania się tej organizacji po komunizmie. Był przez kilka lat prezesem Polskiego Towarzystwa Teologicznego, gdzie kierował również pracą sekcji wydawniczej.
Opublikował około 120 prac naukowych. Pisał wiersze.
Otrzymał od Prezydenta RP Złoty Krzyż Zasługi.